# Hippomachus iranensis
Hippomachus iranensis là một loài ruồi trong họ Asilidae. Hippomachus iranensis được Londt miêu tả năm 1985. Loài này phân bố ở vùng Cổ Bắc giới và châu Á.